# Dictyophara sauropsis
Dictyophara sauropsis är en insektsart som beskrevs av Walker 1862. Dictyophara sauropsis ingår i släktet Dictyophara och familjen Dictyopharidae. Inga underarter finns listade i Catalogue of Life.